# روابط عائلية (رواية)
روابط عائلية هي إحدى روايات الروائية الأمريكية دانيال ستيل (بالإنجليزية Family Ties) وهي من الروايات الرومانسية.

## نبذة قصيرة
تدور أحداث الرواية عن فتاة في مقتبل حياتها بوظيفة مرموقة وصديق ومسكن جديد في مانهاتن تتغير حياتها بمكالمة تليفونية وتجد نفسها مسئولة عن أبناء اختها الثلاثة بعد وفاة اختها المفاجئة، وبعد ان تقنع بحياتها الجديدة وتتخلى عن أي طموحات شخصية تجد نفسها في الثانية والاربعين وحيدة تماما بعد أن انفصل أبناء اختها الثلاثة بحياة مستقلة وان كانت لا تزال تجمعهم الروابط العائلية.